# Samper de Calanda
Pour les articles homonymes, voir Samper.
Samper de Calanda est une commune d’Espagne, dans la province de Teruel, communauté autonome d'Aragon comarque de Bajo Martín

## Lieux et monuments

### Tradition
Samper de Calanda est une de neuf localités qui font partie de la Route du tambour et de la grosse caisse.

## Personnalités liées à la commune
- Andreu Mayayo, (1959), universitaire et homme politique[1].